# Rio Gramna
O Rio Gramna é um rio da Romênia, afluente do Tismana, localizado no distrito de Gorj.